# Kerkuan
Kerkuan (arabiska كركوان Kerkouan) är en fenicisk stad i Nordafrika.
Den historiska staden Kerkuan är en arkeologisk plats i nordöstra Tunisien nära Cap Bon cirka 125 kilometer nordväst om huvudstaden Tunis.
Platsen upptogs på Unescos världsarvslista 1985. År 1986 utökades världsarvet med Kerkuans begravningsplats.

## Historia
Kerkuan övergavs troligen under det första puniska kriget (omkring år 250 f.Kr.) och återuppbyggdes inte av romarna. Staden hade då existerat i mer än 400 år. Staden återupptäcktes 1952 av en fransk arkeolog, och visade sig vara mycket välbevarad.

## Staden
Kerkouane, idag en liten bit bort ifrån huvudvägarna, har välbevarade ruiner från antikens Karthago. Utgrävningar har avslöjat ruiner från 300- och 200-talet f.Kr.
Omkring platsen är stadens stadsplan klart synligt, många hus har än idag kvar sina väggar och färgen på lerväggarna är ofta synlig. Vägnätets grundform liknar en hästsko i utseende.
På en helig plats finns några kolonner bevarande och i ett litet atrium har mosaikdelar hittats. Kantstenar, yttertrappor, trösklar och golv med enkla mosaiklager finns överallt. Än idag arbetar arkeologer i Kerkuan, men det mesta är troligen upptäckt vid det här laget.
Kerkuan var, tillsammans med Hadrumetum (nuvarande Sousse), Karthago, Leptis Magna och Utica en av de viktigaste puniska städerna i Fenicien.